# Ángeles González Gamio
Ángeles González Gamio (Ciudad de México), es historiadora, periodista, escritora y cronista mexicana que se ha encargado de recuperar la memoria del Centro Histórico y narrar las historias de la Ciudad de México. Es presidenta del Colegio de Cronistas de la Ciudad de México y obtuvo el premio nacional de periodismo en 2013. 

## Biografía
Nació en la Ciudad de México, estudió la carrera de Derecho en la Universidad Nacional de México,  es de familia de historiadores su abuelo Manuel Gamio es considerado el padre de la antropología en México, a él se le atribuye el descubrimientos de los vestigios del Templo Mayor. Su padre Carlos González López Negrete fue cronista de sociales del periódico Excélsior, donde firmaba con el seudónimo de El Duque de Otranto. Es viuda y tiene tres hijos. 

## Trayectoria
Desde 1992 escribe su columna dominical Crónicas desde el Centro Histórico publicada en el diario La Jornada.  Se ha dedicado a divulgar, documentar la vida en torno a la Ciudad de México, acercándola a la sociedad y contribuyendo con esto, a resaltar los valores que forman su identidad colectiva como patrimonio cultural.
Inició su trabajo como periodista en la revista Razones y Revista Expansión, fue invitada a formar parte de UnomásUno, escribió también para las revistas México Desconocido y Artes de México. Fue directora de la Revista A Pie Crónicas de la ciudad de México, ocupó la dirección de Publicaciones del Centro Histórico, Consejo de la Crónica de la Ciudad de México, fundado en 1982.
Es integrante titular del Seminario de Cultura Mexicana, desde 1997 es reconocida como Cronista del Centro Histórico de la Ciudad de México y desde el 2001 a la fecha, es integrante del Consejo de la Comisión de Derechos Humanos del Distrito Federal.
Es fundadora y presidenta del Colegio de Cronistas de la Ciudad de México, de 1995 a 2007 fue secretaria general del Consejo de la Crónica capitalino.
Formó parte del Consejo que se instaló para salvarguardar el patrimonio urbanístico arquitectónico de la Ciudad de México, entre los que estaban Héctor de Mauleón, José Joaquín Blanco Alfaro y Alberto Barranco Chavarría. De 2007 a 2009 Trabajo en el Instituto Nacional de Antropología e Historia.
Docente en la Universidad Autónoma Metropolitana  y en la Universidad Anáhuac. 
Incursionó en Televisión en los recorridos Literarios del INBAL, en TV UNAM con el programa Tesoros y secretos del Barrio Universitario, así como en Canal 11 con la serie Crónicas y relatos de México.  Ha participado también en la producción de documentales históricos producidos por este canal,  en donde aporta sobre la gastronomía, la indumentaria, las tradiciones, las festividades de México y sus protagonistas. 
Es reconocida también por ser especialista gastronómica, considera que la producción cultural de cada cocina está relacionada con la forma particular en la que cada grupo étnico y social entiende y da sentido a la vida y al universo.

“Entonces se me ocurrió empezar a escribir crónicas para describir lo que estaba pasando en el Centro Histórico, describir las maravillas que tenía de edificios, de plazas, de gastronomía, pero lo que quería es que la gente fuera al Centro, fuera a pasear, lo descubriera. Entonces también se me ocurrió terminar con una recomendación de alguna fonda, restaurante o hasta una pulquería. El Centro es el lugar más vital que tú te puedes imaginar”.
Ángeles González Gamio

## Reconocimientos
- Presea Benito Juárez que otorga la Sociedad Mexicana de Geografía y Estadística en 1995.
- Reconocimiento «Jesús Galindo y Villa», y Presea «Miguel Othón de Mendizábal», que le otorgaron el Instituto Nacional de Antropología e Historia, en 1999 y en el año 2000, respectivamente.
- Medalla al Mérito que le otorgó el Festival de la Ciudad de México en el Centro Histórico, en 2009. [27]
- Premio Nacional de Periodismo en 2013.
- Medalla al Mérito en Artes al Colegio de Cronistas de la Ciudad de México otorgada por el Congreso de la Ciudad de México en 2019. [28]
- Premio Federico Sescosse 2022 otorgado por el Consejo Internacional de Monumentos y Sitios Icomos, Capítulo México. [29]

## Libros y Publicaciones
La escritora e historiadora Ángeles Gonzáles Gamio es autora de 14 libros y coautora de 11.
- Corazón de piedra: crónicas gozosas de la Ciudad de México. [30]
- La ciudad que me habita: crónicas amorosas de la Ciudad de México. [31]
- Tesoros y secretos de la Ciudad de México.[32]

- Charlas de café con Josefa Ortiz de Domínguez, 2009.
- El Palacio Nacional de México, 2007.
- Manuel Gamio una lucha sin final. 1ª y 2ª. Edición corregida y aumentada, 1987 y 2004.
- De Tenochtitlán al Siglo XXI, 2001.
- México, 2000.
- Grandeza mexicana a fin de milenio, 1999.
- Perfil de los mexicanos de la Ciudad de México al cambio de milenio, 1999.
- Orígenes de nuestra Ciudad, 1998.
- Sucedió en un barrio de la Ciudad, 1998.
- El derecho a la Ciudad, 1997.
- Las mujeres de la Torre, 1996.
- El patrimonio rescatado, 1994.
- Ser y hacer de la mujer, 1998.
- Y la pieza teatral: Josefa y su independencia, escrita en 1994.